# Baao
Baao è una municipalità di Quarta classe delle Filippine, situata nella Provincia di Camarines Sur, nella Regione del Bicol.
Baao è formata da 30 barangay:
- Agdangan Pob. (San Cayetano)
- Antipolo
- Bagumbayan
- Buluang (San Antonio)
- Caranday (La Purisima)
- Cristo Rey
- Del Pilar
- Del Rosario (Pob.)
- Iyagan
- La Medalla
- Lourdes
- Nababarera
- Pugay (San Rafael)
- Sagrada
- Salvacion
- San Francisco (Pob.)
- San Isidro
- San Jose (Pob.)
- San Juan
- San Nicolas (Pob.)
- San Rafael (Ikpan)
- San Ramon (Pob.)
- San Roque (Pob.)
- San Vicente
- Santa Cruz (Pob.)
- Santa Eulalia
- Santa Isabel
- Santa Teresa (Viga)
- Santa Teresita
- Tapol